# بلطیم
بلطیم (به عربی: بلطیم) یک منطقهٔ مسکونی در مصر است که در استان کفرالشیخ واقع شده‌است.